# Veronique Hronek
Veronique Hronek (* 23. September 1991 in Unterwössen) ist eine ehemalige deutsche Skirennläuferin. Sie stammt aus Unterwössen und gehörte ab 2011 dem B-Kader des Deutschen Skiverbandes (DSV) an.

## Biografie
Veronique Hronek wurde in ihrer Kindheit wie ihr Bruder Tim Hronek von ihrem Vater im örtlichen Skiclub trainiert. Sie bestritt im Dezember 2006 ihre ersten FIS-Rennen. Nach ihren ersten Top-10-Ergebnissen zu Beginn des Jahres 2008 kam sie ab der Saison 2008/2009 auch im Europacup zum Einsatz, wo sie zunächst zwar mehrmals in die Punkteränge fuhr, aber erst im Januar 2010 die ersten Top-10-Ergebnisse erreichte. Im März 2010 wurde sie hinter Gina Stechert bzw. Isabelle Stiepel Deutsche Vizemeisterin im Super-G und in der Abfahrt. Bei Juniorenweltmeisterschaften war ein vierter Platz im Riesenslalom 2011 Hroneks bestes Resultat.
In der Saison 2010/11 fand Hronek im Europacup den Anschluss an die Spitze. Nach drei zweiten Plätzen gewann sie am 8. Januar 2011 mit dem Sieg im Riesenslalom von St. Sebastian ihr erstes Europacuprennen. Mit insgesamt sieben Podestplätzen bis Saisonende erreichte sie den dritten Rang im Gesamtklassement, Platz zwei in der Riesenslalomwertung und Rang drei in der Super-G-Wertung. Am 12. Dezember 2010 debütierte Hronek im Riesenslalom von St. Moritz im Weltcup, blieb aber bei ihren beiden Weltcuprennen in der Saison 2010/2011 noch ohne Weltcuppunkte. Am Ende des Winters siegte sie bei den Deutschen Meisterschaften in Garmisch-Partenkirchen in der Abfahrt und im Super-G.
Am 4. Dezember 2011 gewann Hronek in ihrem siebten Weltcuprennen, dem Super-G in Lake Louise, mit Platz 29 erstmals Weltcuppunkte. Bereits fünf Wochen später erreichte sie mit dem sechsten Platz im Super-G von Bad Kleinkirchheim ihr erstes Top-10-Ergebnis im Weltcup. Im weiteren Verlauf der Saison 2011/12 fuhr sie noch in zwei Super-Gs und einem Riesenslalom unter die besten 15.
Am 12. Februar 2013 gewann Hronek mit der deutschen Mannschaft Bronze bei den Weltmeisterschaften in Schladming, kam als Ersatzfahrerin im Rennen allerdings nicht zum Einsatz. Am 3. März 2013 erzielte sie mit Platz 5 im Super-G von Garmisch-Partenkirchen ihr bisher bestes Weltcupergebnis. Beim Saisonfinale gewann sie am 15. März 2013 in Lenzerheide im deutschen Team den nur zum Nationencup zählenden Mannschaftsbewerb vor Schweden und Italien. Zum ultimativen Abschluss der Saison gewann sie drei deutsche Meistertitel (Abfahrt, Super-G, Riesenslalom). Bei der Abfahrt von Val-d’Isère am 21. Dezember 2013 stürzte sie schwer und zog sich dabei einen Kreuzbandriss sowie einen Innenbandriss am linken Knie zu, woraufhin die Saison für sie vorzeitig beendet war.
Bei den Weltmeisterschaften 2015 in Vail/Beaver Creek verletzte sich Hronek im Mannschaftswettbewerb erneut am Knie und musste für den Rest der Saison 2014/15 pausieren. Kurz vor ihrem Comeback im Dezember 2015 erlitt sie erneut einen Kreuzbandriss und fiel den gesamten Weltcupwinter 2015/16 und auch die nachfolgende Saison aus.
Wegen der vielen schweren Verletzungen habe sie ihre Leistungsfähigkeit nicht mehr erreichen können und beendete am 1. April 2020 ihre aktive Wintersportkarriere. Nach der Weltcup-Saison 2019/20 hatten Christina Ackermann, Fritz Dopfer und Dominik Stehle aus der DSV-Mannschaft ebenfalls ihren Rücktritt erklärt.

## Erfolge

### Weltmeisterschaften
- Schladming 2013: 3. Mannschaftswettbewerb, 12. Super-Kombination, 17. Riesenslalom
- Vail/Beaver Creek 2015: 11. Super-G, 13. Alpine Kombination, 31. Abfahrt

### Weltcup
- Saison 2012/13: 10. Kombinationsweltcup
- 4 Platzierungen unter den besten zehn in Einzelrennen
- 1 Sieg bei Mannschaftswettbewerben

### Weltcupwertungen
| Saison  | Gesamt | Gesamt | Abfahrt | Abfahrt | Super-G | Super-G | Riesenslalom | Riesenslalom | Kombination | Kombination |
| Saison  | Platz  | Punkte | Platz   | Punkte  | Platz   | Punkte  | Platz        | Punkte       | Platz       | Punkte      |
| ------- | ------ | ------ | ------- | ------- | ------- | ------- | ------------ | ------------ | ----------- | ----------- |
| 2011/12 | 51.    | 145    | 37.     | 26      | 22.     | 84      | 33.          | 35           | –           | –           |
| 2012/13 | 42.    | 192    | 39.     | 8       | 18.     | 97      | 31.          | 47           | 10.         | 40          |
| 2013/14 | 73.    | 54     | –       | –       | 34.     | 30      | 37.          | 24           | –           | –           |
| 2014/15 | 85.    | 26     | –       | –       | 36.     | 20      | 47.          | 6            | –           | –           |
| 2017/18 | 119.   | 7      | –       | –       | –       | –       | 45.          | 7            | –           | –           |
| 2018/19 | 114.   | 11     | –       | –       | 42.     | 11      | –            | –            | –           | –           |
| 2019/20 | 99.    | 22     | 52.     | 1       | 40.     | 21      | –            | –            | –           | –           |

### Europacup
- Saison 2010/11: 3. Gesamtwertung, 2. Riesenslalomwertung, 3. Super-G-Wertung, 5. Super-Kombinations-Wertung
- 8 Podestplätze, davon 2 Siege:

| Datum          | Ort           | Land       | Disziplin    |
| -------------- | ------------- | ---------- | ------------ |
| 8. Januar 2011 | St. Sebastian | Österreich | Riesenslalom |
| 17. März 2012  | Pila          | Italien    | Riesenslalom |

### Juniorenweltmeisterschaften
- Garmisch-Partenkirchen 2009: 24. Abfahrt
- Mont Blanc 2010: 15. Super-G, 21. Riesenslalom
- Crans-Montana 2011: 4. Riesenslalom, 7. Super-G, 12. Abfahrt

### Weitere Erfolge
- 6 deutsche Meistertitel (Abfahrt und Super-G 2011; Abfahrt, Super-G und Riesenslalom 2013, Riesenslalom 2018)